# Grupo Modelo
Grupo Modelo er en af de største bryggerier i Mexico. Bryggeriet blev grundlagt i 1925. Grupo Modelo står for en stor del af Mexicos eksport af øl. Bryggeriet opkøbte i 1954 bryggeriet Cervecería del Pacífico.

## Mærker
- Barrilito
- Corona Extra
- Estrella
- León
- Modelo especial
- Montejo
- Negra Modelo
- Pacífico
- Tropical Light
- Victoria